# Amphithéâtre de la Quinta Vergara
 (janvier 2014).
L’Amphithéâtre de la Quinta Vergara est un amphithéâtre en plein air dans le parc Quinta Vergara situé à Viña del Mar, au Chili. L'amphithéâtre est le site du Festival international de la chanson de Viña del Mar organisé chaque année en février. Le site est la propriété de la municipalité de Viña del Mar.

## Émissions enregistrées
- Festival de Viña del Mar